# AD (motorfiets)
AD is een Italiaans historisch merk van motorfietsen.
De naam was gevormd door de initialen van eigenaar/constructeur Antonio Dionisi, die in 1926 motorfietsen ging produceren. Zijn lichte motorfietsjes waren uitgerust met een 125cc-tweetaktmotor. Het werd geen succes: Dionisi moest de productie al in 1927 weer stopzetten.